# 謝艮
謝艮（1470年—？年），字惟時，江西臨江府新淦縣人，民籍。

## 生平
治《易經》，行二，由縣學生中式丁卯科（1507年）江西鄉試第四十三名舉人，年三十九歲中式正德三年（1508年）戊辰科會試第二百三十七名，第三甲第五十九名進士。官至行人司行人。

## 家族
曾祖謝仁。祖父謝文。父謝遂。母廖氏。重庆下，弟謝坤、謝恒。